# Eleutherobia rigida
Eleutherobia rigida är en korallart som först beskrevs av Pütter 1900.  Eleutherobia rigida ingår i släktet Eleutherobia och familjen läderkoraller. Inga underarter finns listade i Catalogue of Life.